# 倉橋惣三
倉橋 惣三（くらはし そうぞう、1882年（明治15年）12月28日 - 1955年（昭和30年）4月21日）は、大正時代から昭和時代にかけての日本の教育者。

## 来歴・人物
1882年（明治15年）12月28日に父親・政直と母親である「とく」の間に長男として生まれる。場所はとくの実家がある静岡県鷹匠町（現・静岡市葵区）であった。1889年（明治22年）に岡山市の内山下（うちさんげ）小学校に入学する。
1892年（明治25年）、惣三が小学4年生の時、父親は息子を東京の学校で勉強させたいと思い、母親と惣三の二人のみを上京させて浅草区の花川戸にある浅草小学校へ転校させる。しかし、父・政直は静岡の裁判所に勤めて仕送りをする生活を送っていた。そのため、決して生活には余裕があるという訳ではなかったという記述も残されている。これには、実は父親の「人に劣ることが嫌い」という性格が原因でもあったといわれている。そのため、家庭生活は派手であったようだ。
1900年（明治33年）、惣三は東京府尋常中学校（後の東京府立一中・日比谷高）を卒業し、第一高等学校に入学して寄宿舎西寮一番室の住人となった。
惣三は一高寮にいながらも武道や野球をしたりはせず、暇があれば東京女子高等師範学校附属幼稚園（現・お茶の水女子大学附属幼稚園）に通って子どもたちと遊ぶことをとても楽しみにしている青年であった。彼自身も書籍の中で、
と記している？？。
これらの経緯を経て、1906年、東京帝国大学文科大学哲学科卒業。帝大大学院児童心理学修了。
1909年、上野陽一・大槻快尊・菅原教造らと共に心理学通俗講話会の設立に参画した。
1913年、東京女子高等師範学校（現・お茶の水女子大学）講師になる。この頃より、児童保護を「消極的」呼称として退け、「積極的」な児童愛護を提唱し、社会問題対策として政府、自治体が取り組むべきであるとし、また個人的な社会事業は「人道的篤志」に基づいて行うべきだと主張した。その後、日本幼稚園教会の主幹となり、機関誌『婦人と子ども』(後の『幼児と教育』)の編集にかかわりながら活動を続け、1917年には教授に就任した。
東京女高師附属幼稚園の主事を長年務め、形式化した明治以来のフレーベル主義を改革、幼児教育の発展に尽くした。戦後、教育刷新委員会委員を経て、1948年に日本保育学会を創設した。倉橋は恩物中心のフレーベル主義を批判し、児童中心の自然の中で行う保育を生涯に渡って強調した。

＊墓所（多磨霊園）の句碑には
と刻まれている。

2020年、親族や研究者らが「一般社団法人倉橋惣三協会」（東京都文京区）を設立した。
2021年11月、講談社より『倉橋惣三物語 上皇さまの教育係』が出版された。惣三の孫で、(社)倉橋惣三協会代表理事  倉橋和雄の妻であり、作家の倉橋燿子と、惣三のひ孫である倉橋麻生の共著による。遺された日記をはじめとする貴重な資料から、倉橋惣三の素顔とその理念に迫り、遺族だけが知る惣三の姿が描かれている。（※史実に基づき、一部創作を加えた伝記小説作品）

## 著作

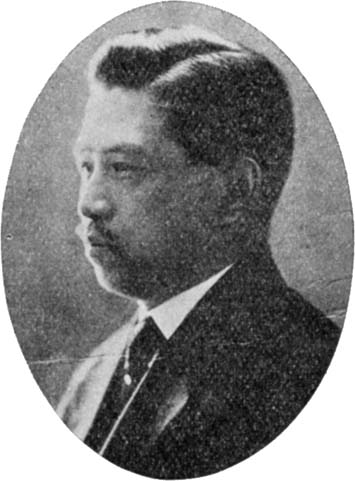
倉橋惣三

- 『倉橋惣三選集』全5巻、フレーベル館、1965年7月-1996年3月 ／ 学術出版会〈学術著作集ライブラリー〉、2008年10月、ISBN 9784284101400
- 『倉橋惣三の「保育者論」』 フレーベル館、1998年9月、ISBN 4577811383
- 『倉橋惣三 保育人間学セレクション』全7巻、浜口順子編集・解説、学術出版会〈学術著作集ライブラリー〉、2017年1月、ISBN 9784284104661

著書
- 『幼稚園雑草』 内田老鶴圃、1926年8月
  - 『幼稚園雑草』 乾元社、1948年7月
  - 『幼稚園雑草』上下、フレーベル館〈倉橋惣三文庫〉、2008年6月、ISBN 9784577803196 9784577803202
- 『農繁託児所の経営』 緋田工共著、フレーベル館〈保育パンフレット〉、1929年5月
- 『日本幼稚園史』 新庄よしこ共著、東洋図書、1934年5月
  - 『日本幼稚園史』 新庄よしこ共著、フレーベル館、1956年4月 ／ 臨川書店、1980年10月、ISBN 4653000395
- 『幼稚園 保育法真諦』 東洋図書、1934年7月
  - 岡田正章監修 『大正・昭和保育文献集 第9巻 理論編3』 日本らいぶらり、1978年3月 ／ 日本図書センター、2010年6月、ISBN 9784284304344
- 『玩具叢書 玩具教育篇』 雄山閣、1935年10月 ／ 雄山閣出版、1983年10月
  - 岡田正章監修 『大正・昭和保育文献集 第8巻 理論編2』 日本らいぶらり、1978年3月 ／ 日本図書センター、2010年6月、ISBN 9784284304337
- 『愛育読本』 斎藤潔、青木誠四郎共著、三省堂、1935年10月
- 『家庭教育の本質と指導の要諦』 文部省〈家庭教育叢書〉、1936年7月
- 『農繁期託児所の手引』 愛育会〈愛育叢書〉、1936年7月
- 『育ての心』 刀江書院、1936年12月 ／ 大空社〈家政学生活学研究基礎文献集〉、1988年6月
  - 『新版 育ての心』 清水書房、1946年2月 ／ 乾元社、1947年11月
  - 『育ての心』上下、フレーベル館〈フレーベル新書〉、1976年4月
  - 『育ての心』上下、フレーベル館〈倉橋惣三文庫〉、2008年4月、ISBN 9784577803172 9784577803189
- 『遊戯の価値とその指導』 文部省社会教育局〈児童生徒校外生活指導叢書〉、1937年
- 『融和問題と教育』 中央融和事業協会〈融和問題叢書〉、1937年3月
- 『フレーベル』 岩波書店〈大教育家文庫〉、1939年1月 ／ 1984年9月
- 『若き公民』 冨山房、1948年
- 『幼稚園真諦』 フレーベル館、1953年
  - 『幼稚園真諦』 フレーベル館〈フレーベル新書〉、1976年4月
  - 『幼稚園真諦』 フレーベル館〈倉橋惣三文庫〉、2008年4月、ISBN 9784577803158
- 『子供讃歌』 フレーベル館、1954年12月
  - 『子供讃歌』 フレーベル館〈フレーベル新書〉、1976年4月
  - 『子供讃歌』 フレーベル館〈倉橋惣三文庫〉、2008年4月、ISBN 9784577803165

## 関連文献
- 大日本学術協会編修 『日本現代教育学大系 第十巻 沢柳政太郎氏教育学 森岡常蔵氏教育学 倉橋惣三氏教育学 千葉命吉氏教育学』 モナス、1928年2月 ／ 日本図書センター、1989年11月、ISBN 482058474X
- 新庄よしこ「倉橋惣三先生を悼む」『幼児の教育』第54巻第6号、日本幼稚園協会、1955年、2-3頁。
- 『幼児の教育』第54巻第7号（倉橋惣三先生追悼号）、1955年7月
- 坂元彦太郎著 『倉橋惣三・その人と思想』 フレーベル館〈フレーベル新書〉、1976年6月、ISBN 4577800500 ／ フレーベル館〈倉橋惣三文庫〉、2008年12月、ISBN 9784577803233
- 諏訪義英著 『日本の幼児教育思想と倉橋惣三』 新読書社、1990年11月、ISBN 4788000210 ／ 1992年10月普及版、ISBN 478800027X
  - 諏訪義英著 『日本の幼児教育思想と倉橋惣三 新装新版』 新読書社、2007年6月、ISBN 9784788000520
- 森上史朗著 『子どもに生きた人・倉橋惣三 : その生涯・思想・保育・教育』 フレーベル館、1993年5月、ISBN 4577811200
  - 森上史朗著 『子どもに生きた人・倉橋惣三の生涯と仕事』上下、フレーベル館〈倉橋惣三文庫〉、2008年9月、ISBN 9784577803219 9784577803226
- 児玉衣子著 『倉橋惣三の保育論』 現代図書、2003年7月、ISBN 4434033379
  - 児玉衣子著 『改訂 倉橋惣三の保育論』 現代図書、2008年5月、ISBN 9784862990044
- 森上史朗ほか著 『倉橋惣三と現代保育』 フレーベル館〈倉橋惣三文庫〉、2008年12月、ISBN 9784577803240
- 川上須賀子ほか著 『倉橋惣三「児童心理」講義録を読み解く』 萌文書林、2017年6月、ISBN 9784893472526